# 立面

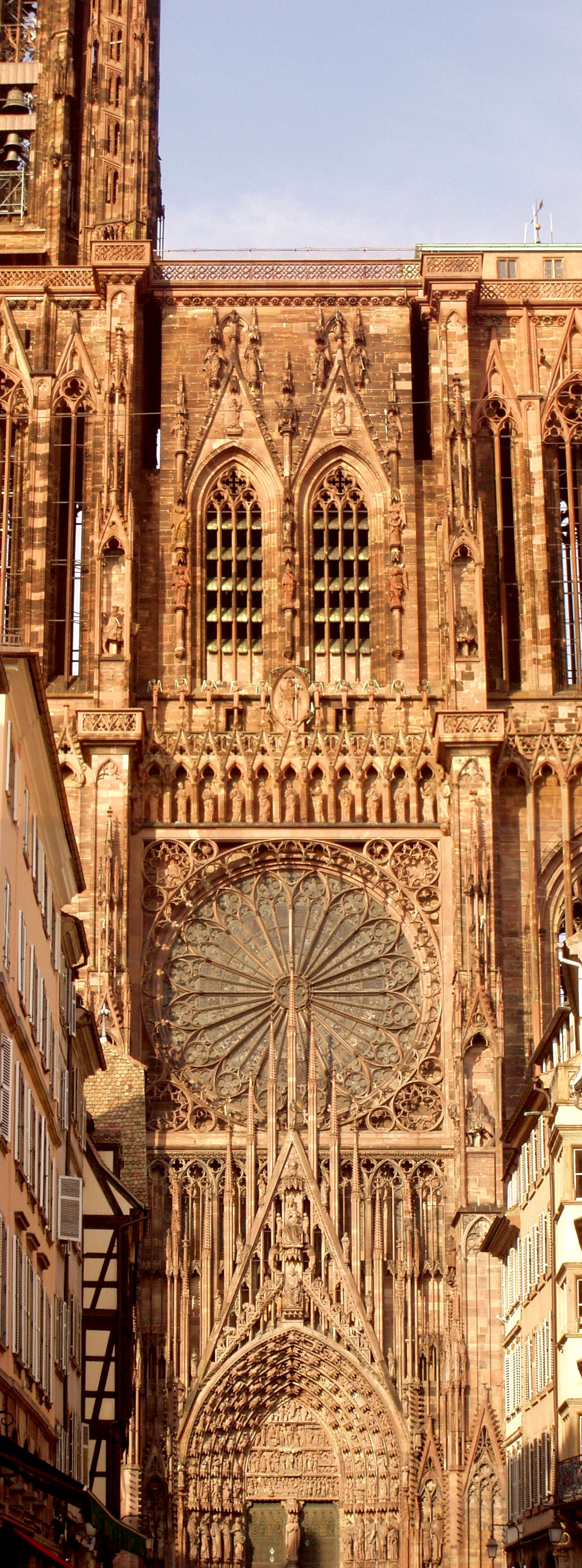
斯特拉斯堡聖母院西立面

立面（英語：facade，IPA: /fa 'sad/），建筑学术语，一般指建築物的外牆——尤其是正面，但亦可指側面或背面。這個詞彙源自法文，意思是房子的正面或面孔。
在建築學中，建築物的立面經常都是其設計的重點，因其決定了建築學其餘部分的風格。很多立面都因具有歷史價值而受到法律的保護，禁止對其修改。
在电影场景中，许多建筑實際上僅有“立面”而沒有內部的管線、房間或樓板設施，这样比建一个真的建筑便宜的多，也不必满足建筑规范。在立面布景板的后面有简单的支撑物，还有供演员站立的箱子，以及进入场景的门。

## 外部連結
维基共享资源上的相關多媒體資源：立面